# كولوبوك

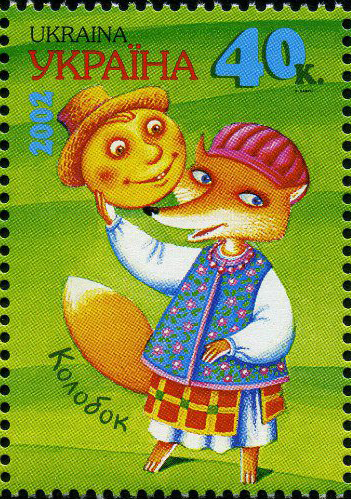
كولوبوك على طابع بريد الأوكرانية

كولوبوك (أو الخبز الدائري) (بالروسية: Колобок) هي الشخصية الرئيسية في قصة خيالية وطنية من السلافية الشرقية تحمل الاسم نفسه، ممثلة على هيئة كائن كروي أصفر صغير المشهورة الحاملة نفس الاسم.

## أصل الكلمة
كولوبوك عبارة عن خبز مستدير.
أصل كلمة kolobok غير واضح، وله عدة صيغ مقترحة
- Proto-Slavic : مأخوذة من (klǫbъ) مرتبط بـ («شيء ما ملتوي، له شكل دائري، يشبه الكرة»، «مضرب»)

- اللاتفية: (kalbaks)(«قطعة خبز»)

- اليونانية: (κόλλαβος) («نوع من خبز القمح، فطيرة»)

## القصة
تحكى الحكاية ان كووبوك هرب من العجوز والعجوزة ونجى من الحيوانات المختلفة التي اشتهت أكله. ولكن في نهاية المطاف التقى الثعلب الذي أكله بواسطة الحيلة.